# 電壓互感器

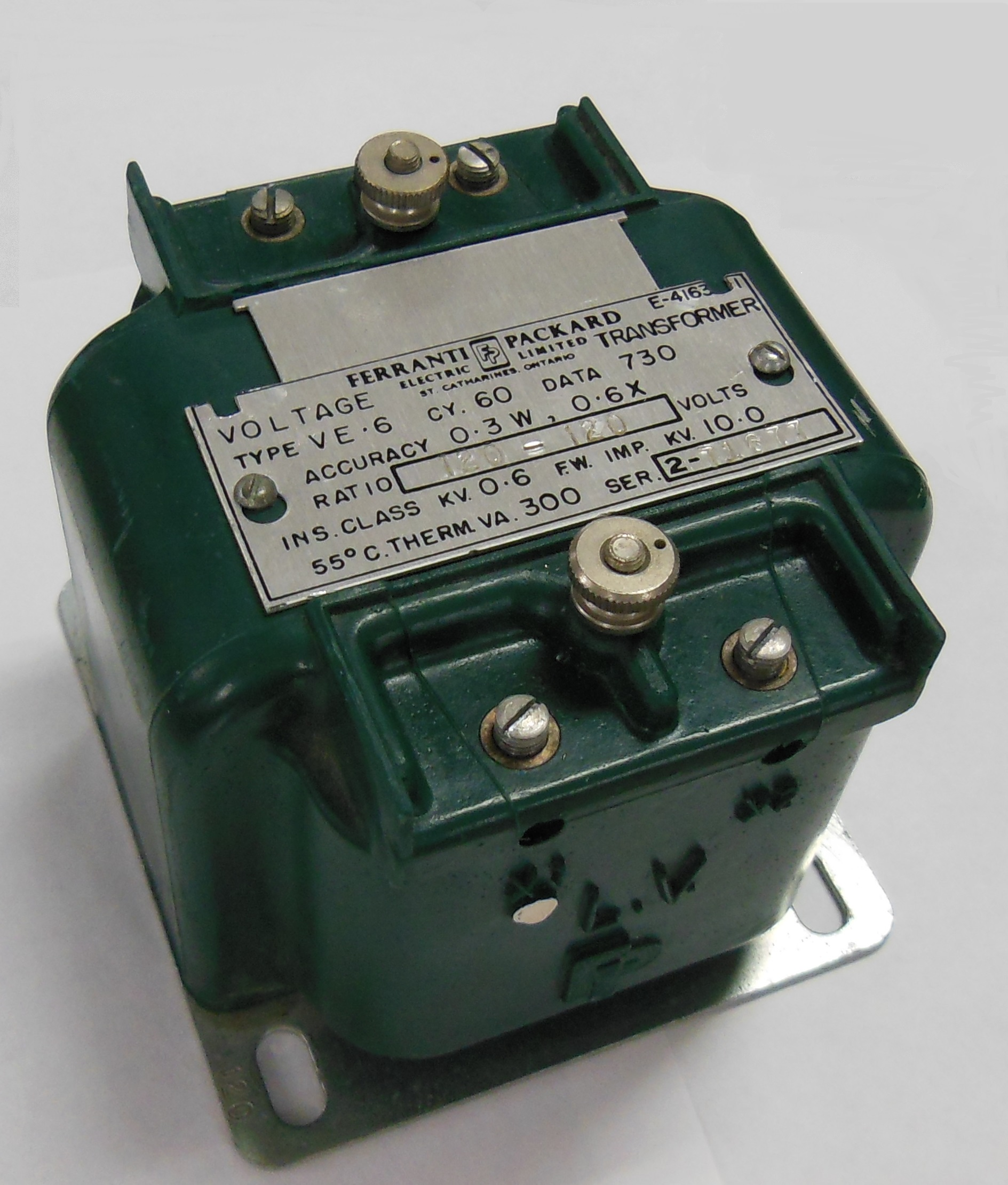
電壓互感器

电压互感器是一种并联互感器。它可以將高壓線路轉換為一般儀器所需的低電壓線路。電壓互感器的結構與一些變壓器結構類似。